# Pic Polemonium
Le pic Polemonium est un sommet s'élevant au centre de la Californie, aux États-Unis.

## Géographie
Le pic est situé à environ 21 kilomètres au sud-ouest de la ville de Big Pine, à la frontière des comtés d'Inyo et de Fresno dans le parc national de Kings Canyon,.
S'élevant à 4 292 mètres d'altitude, le pic Polemonium est le sixième plus haut sommet de la Sierra Nevada.
Le glacier Palisade (en), l'un des plus grands glaciers de Californie, descend des pentes nord du sommet.